# Старі Красниці
Старі Красниці (рос. Старые Красницы) — присілок у Волосовському районі Ленінградської області Російської Федерації.
Населення становить 16 осіб. Належить до муніципального утворення Большеврудське сільське поселення.

## Історія
Від 1 серпня 1927 року належить до Ленінградської області.

## Населення
| 1838 | 1848 | 1862 | 1997 | 2007 | 2010 | 2013 |
| ---- | ---- | ---- | ---- | ---- | ---- | ---- |
| 53   | ↗76  | ↗96  | ↘0   | ↗7   | ↗16  | →16  |
| 2014 | 2017 |      |      |      |      |      |
| ↗18  | ↘16  |      |      |      |      |      |